# (4963) Kanroku
(4963) Kanroku es un asteroide perteneciente al cinturón de asteroides, descubierto el 18 de febrero de 1977 por Hiroki Kosai y su compañero astrónomo Kiichirō Furukawa desde el Observatorio Kiso, Monte Ontake, Japón.

## Designación y nombre
Designado provisionalmente como 1977 DR1. Fue nombrado Kanroku en honor al sacerdote coreano Kanroku que vivió en el siglo VII en Paekche, antiguo estado de la península coreana. En el año 602, llevó al Japón a modo de tributo libros con enseñanzas de elaboración del calendario, la astronomía, geografía, adivinación, etc.

## Características orbitales
Kanroku está situado a una distancia media del Sol de 2,599 ua, pudiendo alejarse hasta 3,025 ua y acercarse hasta 2,174 ua. Su excentricidad es 0,163 y la inclinación orbital 11,77 grados. Emplea 1531 días en completar una órbita alrededor del Sol.

## Características físicas
La magnitud absoluta de Kanroku es 11,9. Tiene 11,306 km de diámetro y su albedo se estima en 0,152.